# عمق استراتژیک

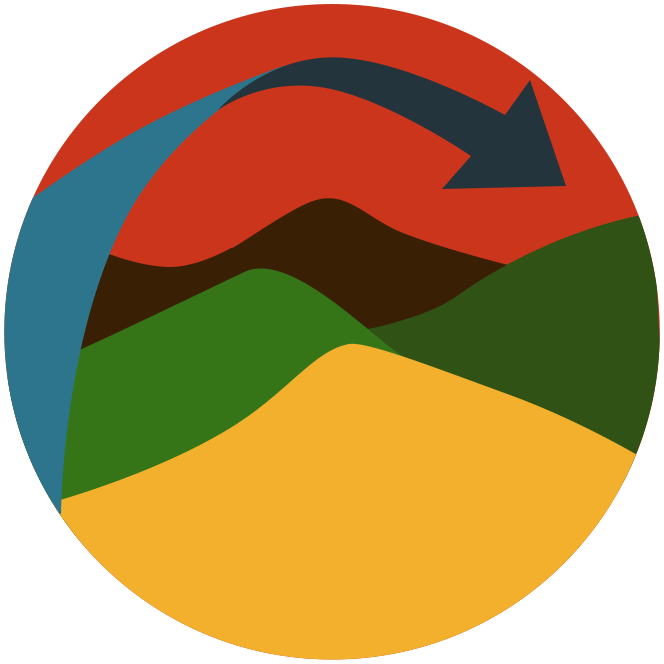
فاصله بین خط مقدم با مواضع اصلی کشور

عمق استراتژیک یا عمق راهبردی یک واژه در ادبیات نظامی است که به فاصله بین خط مقدم یا بخش‌های نبرد و مواضع اصلی یک کشور که شامل پایتخت، بخش های صنعتی، مراکز اصلی جمعیتی و تولید نظامی است، گفته می‌شود. اصل مهمی که باید در مورد عمق استراتژیک در نظر گرفت میزان آسیب پذیری هر یک از این مواضع در صورت حمله ی احتمالی دشمن خواهد بود. در چنین شرایطی یک کشور به وسیله ی عقب نشینی به درون مرزهای خود، توانایی آن را دارد تا ابتدا حمله ی موجود را دفع کند و سپس مانع از به ثمر رسیدن حمله های بعدی دشمن شود.
فرماندهان باید بتوانند برای هر دو پیامد (شکست یا پیروزی) برنامه‌ریزی کنند و ظرفیت‌ها و منابع لازم برای هر دو سطح تاکتیکی و استراتژیکی در جهت مقابله با هر گونه حمله دشمن در هر مرحله‌ای را داشته باشند. این ظرفیت‌ها لزوماً به ادوات نظامی محدود نمی‌شوند. قابلیت تقویت بسترهای غیر نظامی و نیز ایجاد انعطاف در آن برای مقابله یا دور ماندن از حملات در زمان جنگ نیز بسیار ارزشمند هستند.
در جنگ بین شوروی و آلمان در سال ۱۹۴۲ که در آن آلمان موفق به شکست دادن شوروی نشد،  یک بده - بستان بین زمین و زمان وجود داشت. شوروی‌ها در مواجهه با حمله آلمان در ژوئن ۱۹۴۱ از لهستان عقب نشینی کردند و در دسامبر ۱۹۴۱ تا حوالی مسکو عقب رفتند. این به شوروی‌ها این اجازه را داد که زیرساختهای صنعتی خود را به شرق کوه‌های اورال ببرند. در نتیجه، این صنایع می‌توانستند منابع لازم برای پاتک نظامی شوروی‌ها را فراهم آورند.

## اسرائیل
اسرائیل باریکه ای محسوب شده و بر اساس مرزهای به رسمیت شمرده شده بین‌المللی عرض این کشور در بیشترین حالت ۱۳۷ کیلومتر و در کمترین حالت ۱۴ کیلومتر است. از سال ۱۹۶۷ اسرائیل کرانه باختری را اشغال کرد، و تا حدی این مساحت را افزایش داد. برای جبران این مسئله (نداشتن عمق استراتژیک)، اسرائیل به همه جنگ‌ها به چشم "باید ببریم" نگاه می‌کند. این مسئله باعث می‌شود سیاست انباشتن سلاح‌های اتمی -به منظور بازدارندگی دشمن احتمالی از حمله ، و به کار بردن جنگ‌های پیش‌دستانه برای جلوگیری از تهدیدهای احتمالی نسبت به اشغال مرزهای اسرائیل، اهمیت زیادی پیدا کند.
رهبران اسرائیل مسئله عمق استراتژیک را در مذاکرات خود برای تعیین مرزهای نهایی بین اسرائیل و فلسطین مهم در نظر می‌گیرند. موضوعات مورد چالش شامل قسمت‌های اشغالی توسط شهرک نشینان کرانه باختری و کنترل احتمالی اسرائیل بر دره رود اردن پس از تشکیل کشور فلسطین است.

## ایران
راهبرد ایران در افزایش عمق استراتژیک خود، ایجاد نایبان نظامی در سایر کشور‌های جهان است. ایران توانسته است با استفاده از حزب الله در لبنان و حماس و جهاد اسلامی در فلسطین، مهمترین دشمنش یعنی اسرائیل را در حدود ۱۷۰۰ کیلومتری مرز‌های خود درگیر کند و از نزدیک شدن آن به مرزهایش جلوگیری نماید. درضمن ایران با ایجاد همکاری‌های گستردۀ نظامی امنیتی با عراق و افغانستان، و کشورهای آمریکای لاتین، به این توان خود افزوده است.